# Gomesa glaziovii
Gomesa glaziovii é uma espécie de planta do gênero Gomesa e da família Orchidaceae.

## Taxonomia
A espécie foi descrita em 1905 por Alfred Cogniaux.
Os seguintes sinônimos já foram catalogados:
- Gomesa duseniana  Kraenzl.
- Gomesa scandens  Rolfe
- Gomeza glaziovii  Cogn.

## Forma de vida
É uma espécie epífita e herbácea.

## Conservação
A espécie faz parte da Lista Vermelha das espécies ameaçadas do estado do Espírito Santo, no sudeste do Brasil. A lista foi publicada em 13 de junho de 2005 por intermédio do decreto estadual nº 1.499-R.

## Distribuição
A espécie é endêmica do Brasil e encontrada nos estados brasileiros de Espírito Santo, Minas Gerais, Paraná, Rio de Janeiro, Santa Catarina e São Paulo. A espécie é encontrada no domínio fitogeográfico de Mata Atlântica, em regiões com vegetação de mata ciliar, floresta estacional semidecidual e floresta ombrófila pluvial.